# Beacon Hill Park

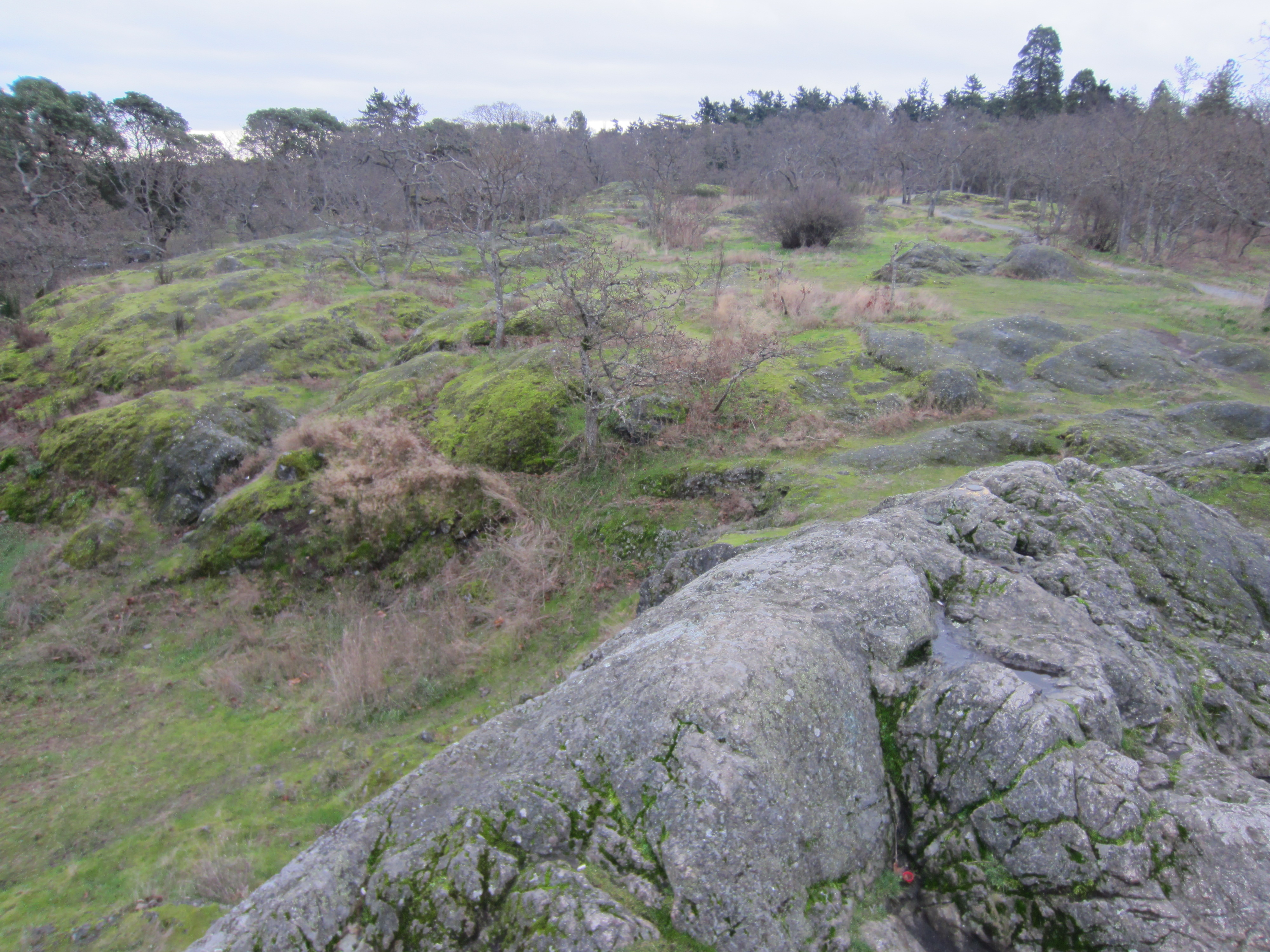
Beacon Hill Park

Beacon Hill Park je 75 ha (200 akrů) velký park, který je položen podél pobřeží úžiny Juan de Fuca v regionu Victorii, v Britské Kolumbii. Park je populární jak mezi turisty tak mezi místními obyvateli a jeho součástí je řada lesních a pobřežních cest, dvě hřiště, akvapark, dětská zoo, tenisové kurty, množství rybníků a zahrada.

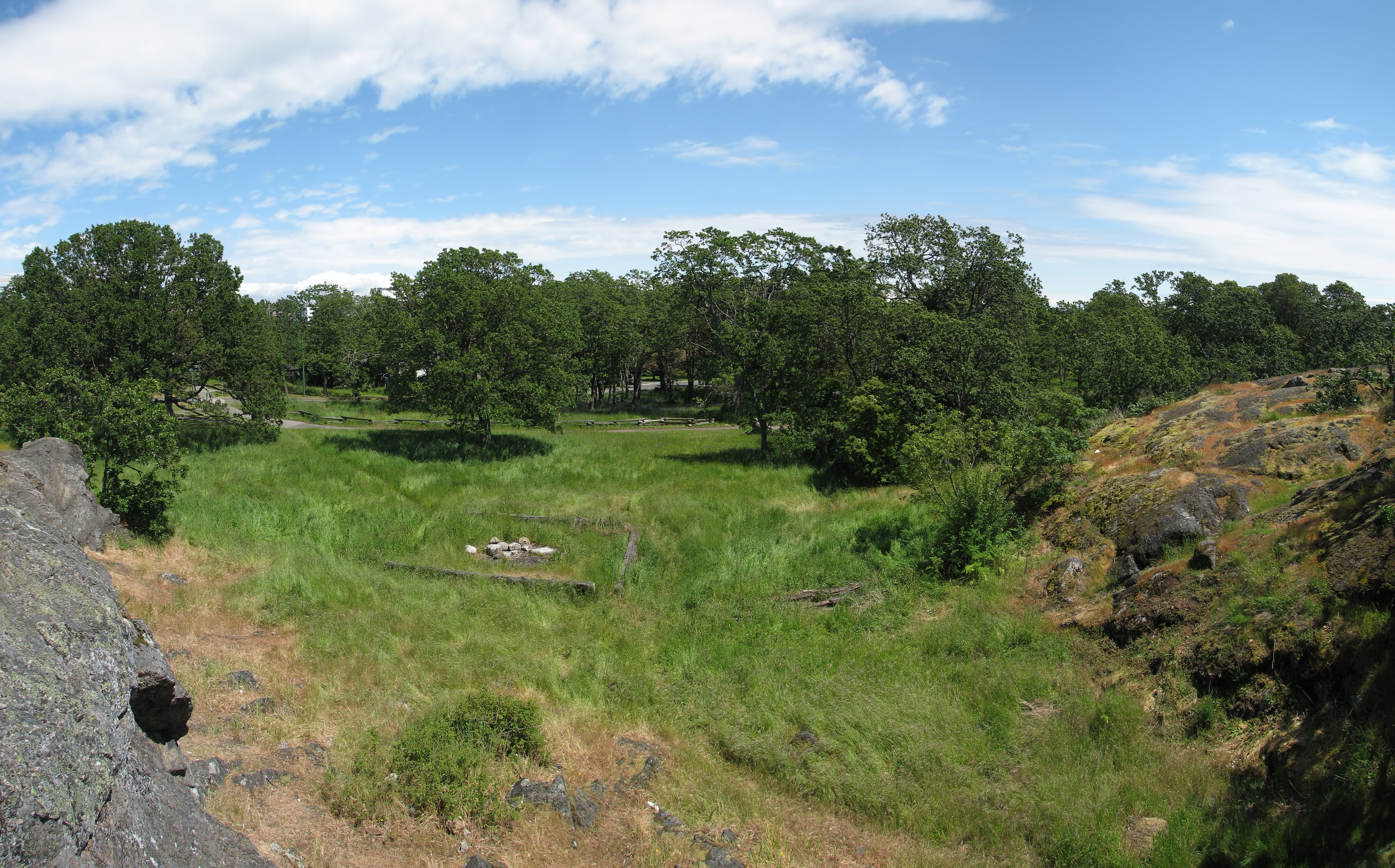
Jaro v parku.

Země byla původně chráněným územím sira Jamese Douglase, guvernéra kolonie Vancouver Island v roce 1858. V roce 1882, byly pozemky oficiálně vyhlášeny městským parkem hlavního města Victoria, a byl jim přiřazen současný název. Název je odvozen od malého kopce s výhledem na průliv, na kterém kdysi stával navigační maják. Kopec je kulturně významný, byl pohřebištěm původního národa pobřeží Salish. Zde pohřbené osoby byly obyvateli regionu Greater Victoria před evropskými osadníky. Kopec nabízí krásný výhled na průliv a Olympic Mountains of Washington.
Ačkoliv velká část parku byla upravena jako zahrady a hřiště, a upravena různými strukturami, značná část místní flóry se dochovala. Také mývalové, říční vydry, veverky, a mnoho druhů ptáků, jsou často k vidění. Rybníky v parku jsou známé jako místa, kde lze vidět labutě, želvy, kachny, husy a volavky.
V parku je pozoruhodných několika uměle vytvořených objektů. Nejvýznamnější je čtvrtý nejvyšší totem na světě, který měří 38,8 metrů (127 stop). Dílo vyřezal Kwakwaka'wakw řemeslník Mungo Martin, a byl vztyčen v roce 1956. V době, kdy byl zhotoven, byl nejvyšším na světě. Oblázkový most přes potok mezi Goodacre a Fountain Lake je poctou proslulé umělkyni Emily Carr, který postavila její sestra Alice Carr v roce 1945, v polovině parku. Cameron bandshell je místem kde jsou pořádány od června do září koncerty. "Mile 0" (nultá míle) „Trans-Canada Highway“ (Trans-Kanadské hlavní silnice) je v jihozápadním rohu parku.